# Captain America: Brave New World
Captain America: Brave New World ist ein US-amerikanischer Science-Fiction-Action-Abenteuerfilm des Regisseurs Julius Onah, der am 14. Februar 2025 in die US-amerikanischen und einen Tag zuvor in die deutschen Kinos kam. Es handelt sich um den 35. Spielfilm innerhalb des Marvel Cinematic Universe (MCU) und um eine Fortsetzung zu The Falcon and the Winter Soldier (2021) sowie Der unglaubliche Hulk (2008) und den vierten Film mit Captain America im Mittelpunkt. Die Titelrolle verkörpert nun Anthony Mackie, in der zentralen Rolle des Thaddeus Ross ist Harrison Ford zu sehen.

## Handlung
Fünf Monate nach der Wahl des ehemaligen Außenministers Thaddeus Ross zum neuen Präsidenten der Vereinigten Staaten von Amerika beauftragt dieser den neuen Captain America Sam Wilson sowie den neuen Falcon Joaquín Torres den illegalen Verkauf eines geheimen Gegenstands zu stoppen, der durch die Söldnergruppe Serpent gestohlen wurde. Sam und Joaquín gelingt es, den Gegenstand in Oaxaca sicherzustellen, jedoch entkommt Sidewinder, der Anführer der Gruppierung. Dabei zeigt sich Sam unsicher, ob er Joaquín an weiteren Missionen beteiligen soll, da beide im Gegensatz zu Steve Rogers keine Superkräfte besitzen. Nach dem Abschluss ihrer Mission statten sie dem Supersoldaten Isaiah Bradley einen Besuch ab, den Sam zuvor auf der Jagd nach den Flagsmashers kennengelernt hatte.
Später lädt Ross Sam, Joaquín sowie Isaiah, auf Sams Wunsch hin, ins Weiße Haus ein, wo er einen Gipfel mit mehreren Staatschefs abhält. Dabei stellt Ross gegenüber Sam die Neuformierung der Avengers in den Raum und bittet ihn um seine Mithilfe in dieser Sache. Die eigentliche Thematik des Gipfels ist jedoch das von Ross präsentierte, neue Metall Adamantium, welches durch den aus dem Indischen Ozean herausragenden Celestial Tiamut nun allen Nationen zugänglich ist. Um ein Wettrüsten zu vermeiden, schlägt Ross einen Vertrag vor, der den Abbau und den Vertrieb des Adamantiums klar definieren soll. Während seiner Rede stehen mehrere Männer wie auch Isaiah zu einem Song plötzlich auf und schießen auf Ross, wenn auch erfolglos. Isaiah flieht, wird jedoch schon kurz darauf gefasst und inhaftiert. Derweil werden die anderen Attentäter durch die Sicherheitschefin des Präsidenten und ehemalige Black Widow Ruth Bat-Seraph befragt, leugnen aber jegliches Wissen über das versuchte Attentat. Kurze Zeit danach werden bis auf Isaiah alle Attentäter durch einen kompromittierten Wärter ermordet.
Auf der Suche nach dem wahren Schuldigen gerät Sam in einen Hinterhalt von Sidewinder und überwältigt ihn nach einem kurzen Kampf. Dadurch kann Joaquín einen Anruf an Sidewinder zu einer versteckten Blacksite in West Virginia zurückverfolgen. Zwischenzeitlich kommt es zwischen Ross und den japanischen Abgesandten zu Spannungen. Dabei erkennt Ross schließlich, dass es sich bei dem geheimen Strippenzieher um den Zellbiologen Dr. Samuel Sterns handeln muss, der einst durch die Verwüstung seines Labors von Abomination in Kontakt mit dem Blut von Dr. Bruce Banner kam und dadurch einen Schub seiner Intelligenz erfuhr. Nachdem Sterns von Ross öffentlich für die Vorkommnisse in Harlem verantwortlich gemacht wurde, ließ dieser ihn in einer Blacksite inhaftieren und versprach ihm die Freiheit, sofern Sterns ihn fortan unterstützen würde. Sterns selbst bestätigt die Annahme in einem Anruf an Ross, nachdem er seinen Wärter ermordete. Kurz darauf spüren Sam und Joaquín Sterns auf, der tatsächlich hinter dem versuchten Attentat steckte und die Angreifer mit Gedankenkontrolle manipulierte. Allerdings gelingt Sterns die Flucht, während die beiden sich gegen manipulierte Soldaten zur Wehr setzen, wobei sich Bat-Seraph ihnen anschließt. Auf dem Stützpunkt des befreundeten Angehörigen des Militärs Commander Dennis Dunphy spricht Sam mit Sidewinder, der ihm Informationen über den Racheplan an Ross weitergibt. Sterns ermordet unterdessen einen Admiral sowie dessen Frau, um eine Direktverbindung zu Ross zu erhalten.
Parallel erreichen die Flotte der USA sowie die Flotte der Japaner Tiamut, um das Adamantium jeweils für sich beanspruchen zu können. Zwei von Sterns kontrollierte amerikanische Piloten attackieren dabei die japanische Flotte, während Sterns selbst Ross telefonisch kontaktiert und ihn aus der Fassung zu bringen versucht. Bevor es aber zu einer ernsten Eskalation kommen und Ross sich seiner Wut hingeben kann, fangen Sam und Joaquín die Flugzeuge sowie die abgefeuerten Raketen ab und entschärfen die Situation. Doch Joaquín wird infolgedessen schwer verletzt und muss Notoperationen unterzogen werden. Noch zuvor gesteht Ross Sam, dass er sich von Sterns ein Medikament herstellen ließ, da er sonst an Herzversagen gestorben wäre. Da er fürchtete, Sterns würde die Herstellung des Medikaments bei seiner Freilassung einstellen, ließ er Sterns weiterhin in der Blacksite eingesperrt. Insgeheim rächte sich Sterns, da das Medikament Gammastrahlung enthielt und die Konzentration über die Jahre hinweg erhöhte. 
Sam erhält kurz darauf Besuch und Trost von Bucky Barnes, der selbst für einen Platz im Kongress kandidiert. Dunphy hat in der Zwischenzeit im Auftrag von Sam die Pillen untersuchen lassen und will ihn warnen, Sterns kommt ihm aber zuvor und tötet ihn. Später stellt sich Sterns unerwartet und wird festgenommen. Bei einer anschließenden Pressekonferenz vor dem Weißen Haus verliert Ross jedoch aufgrund der zahlreich nachhakenden Journalisten sowie einer von Sterns geleakten Audioaufnahme nun völlig die Kontrolle und verwandelt sich in den Red Hulk, wobei er Teile des Weißen Hauses zerstört. Sam lockt ihn weg von den versammelten Menschen, muss aber schnell feststellen, dass er Ross nicht überwältigen kann. Stattdessen versucht er ihn dazu zu bewegen, sich an seine Tochter Betty und Erlebnisse mit ihr zu erinnern. Schließlich findet Ross zu seiner menschlichen Gestalt zurück und lässt sich freiwillig ins Raft einsperren. Dort wird er einige Zeit später von Sam und der zurückgekehrten Betty besucht, wobei Vater und Tochter sich wieder versöhnen. Infolge der Ereignisse wird Isaiah für unschuldig befunden und freigelassen, der von Ross angestoßene Adamantium-Vertrag ratifiziert und Sam lässt den allmählich genesenden Joaquín wissen, dass er ihn als Teil der neuen Avengers haben will.
In einer Post-Credit-Szene warnt der ebenfalls im Raft inhaftierte Sterns Sam vor dem bevorstehenden Angriff von anderen Welten.

## Produktion

### Hintergrund und Entwicklung

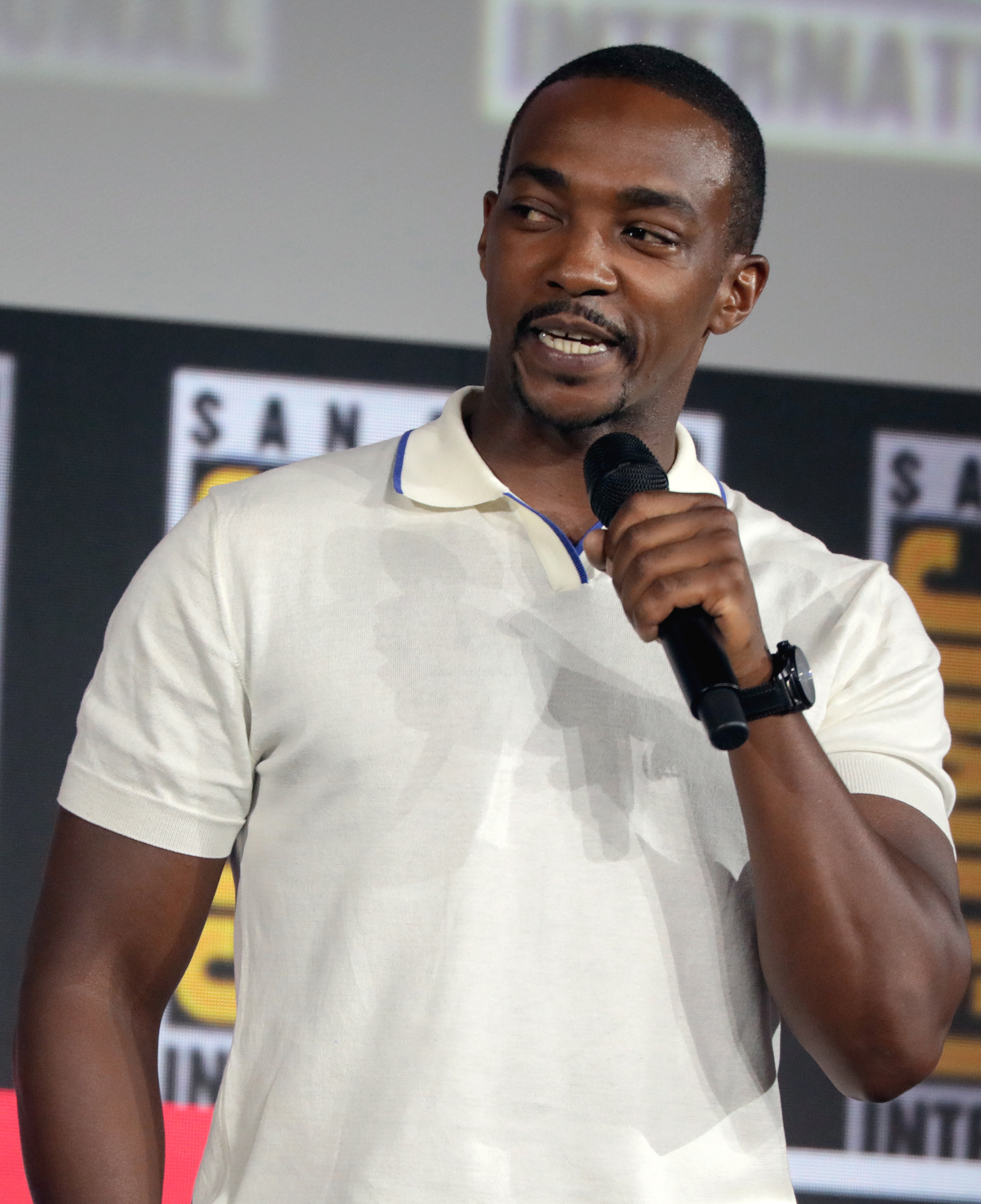
Anthony Mackie verkörpert den Titelhelden Captain America.

Am 23. April 2021 berichtete The Hollywood Reporter, dass ein vierter Captain-America-Film in Entwicklung sei, bei dem Malcolm Spellman und Dalan Musson das Drehbuch schreiben würden. Es wurde auch berichtet, dass Anthony Mackie wahrscheinlich seine Rolle als Sam Wilson / Captain America in dem Film weiterführen würde.

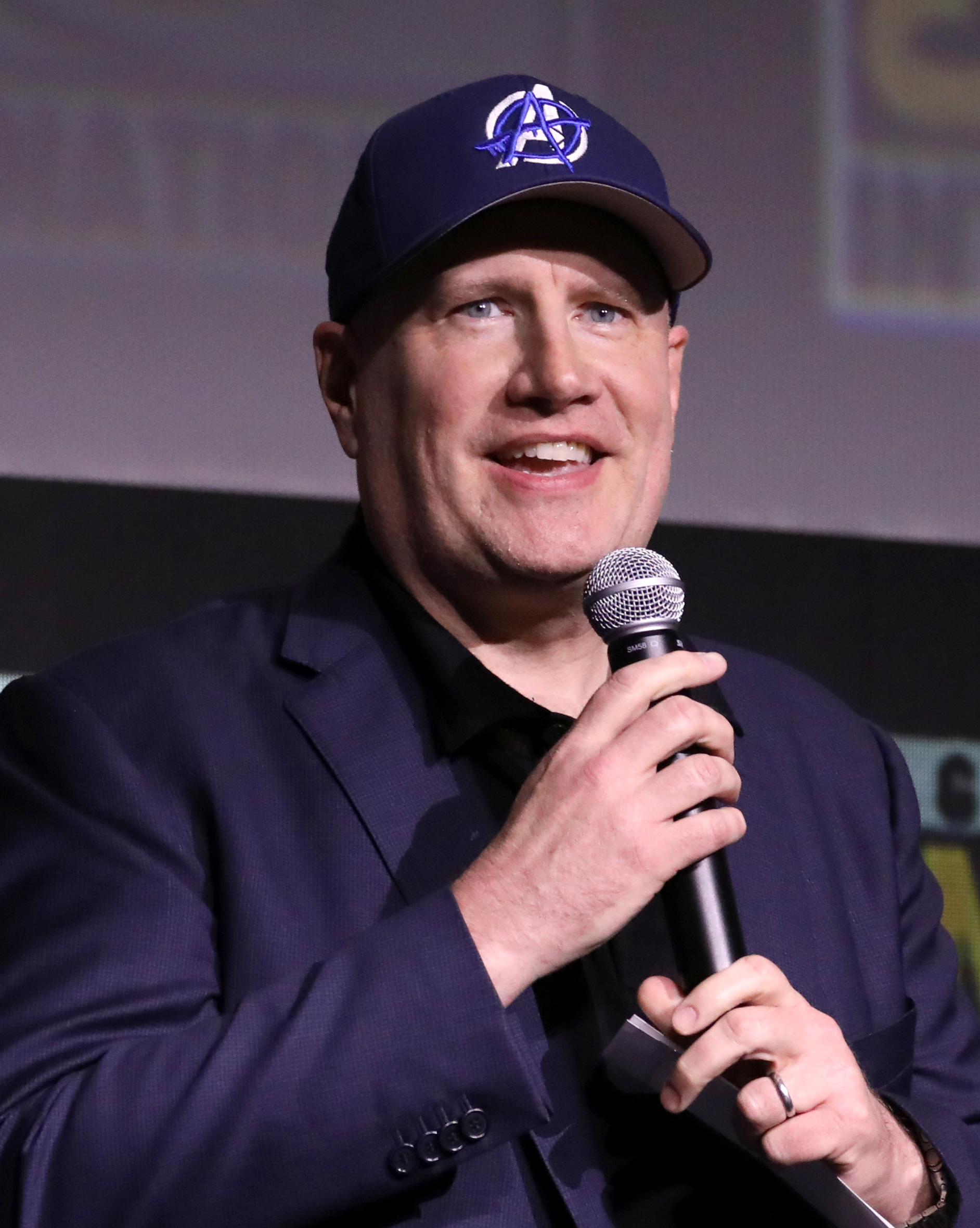
Produzent Kevin Feige (2024)

Am 18. August 2021 berichtete Deadline, dass Anthony Mackie einen Vertrag abgeschlossen hatte, um in dem Film mitzuspielen. Am selben Tag wurde veröffentlicht, dass die Produktion des Films im Mai 2022 in Atlanta beginnen wird. Am 8. Juli 2022 berichtete The Hollywood Reporter, dass Julius Onah Regie führen wird. Auf der San Diego-Comic-Con 2022 verlautete Kevin Feige, dass ein vierter Captain-America-Film mit dem Titel Captain America: New World Order in Planung ist.
Inhaltlich schließt der Film an die Serie The Falcon and the Winter Soldier (2021) an und greift offene Entwicklungen des Films Der unglaubliche Hulk auf, daneben wurde die Entwicklung aus Eternals (2021) berücksichtigt und thematisiert, wodurch das Metall Adamantium offiziell ins MCU eingeführt wird. Onah bestätigte auch, dass Adamantium Teil des Projekt X innerhalb des MCU werden wird, welches zuvor nur in einzelnen X-Men-Filmen thematisiert wurde.
Erste Drehbuchentwürfe sahen auch die Involvierung von Isaiah Bradleys Enkel Eli Bradley vor, im Verlauf strich man jedoch die Figur, um sich auf die Beziehung zwischen Isaiah und Sam Wilson zu konzentrieren. Ebenfalls aus dem finalen Film geschnitten wurde ein Besuch des Protagonisten bei Stark Industries und das Thematisieren der Comicfigur Amadeus Cho, der einen Bezug zur Figur Dr. Helen Cho (gespielt von Claudia Kim) aus Avengers: Age of Ultron (2015) darstellte. Pläne für die Rückkehr und Transformation von Thaddeus Ross wurden bereits mit William Hurt besprochen, ehe dessen Tod zur Umplanung führte; für die Rolle der Figur im Film ließ man sich dennoch von dessen Geschichte in den Comics inspirieren. Das finale Drehbuch stammt von Rob Edwards, Spellman, Musson sowie Regisseur Onah und Peter Glanz, wobei Edwards, Spellman und Musson ebenfalls einen Story Credit erhielten; weiteres off-screen Material steuerten derweil Michael Kastelein, Matthew Orton, Zeb Wells und Jeph Loeb bei.

### Besetzung

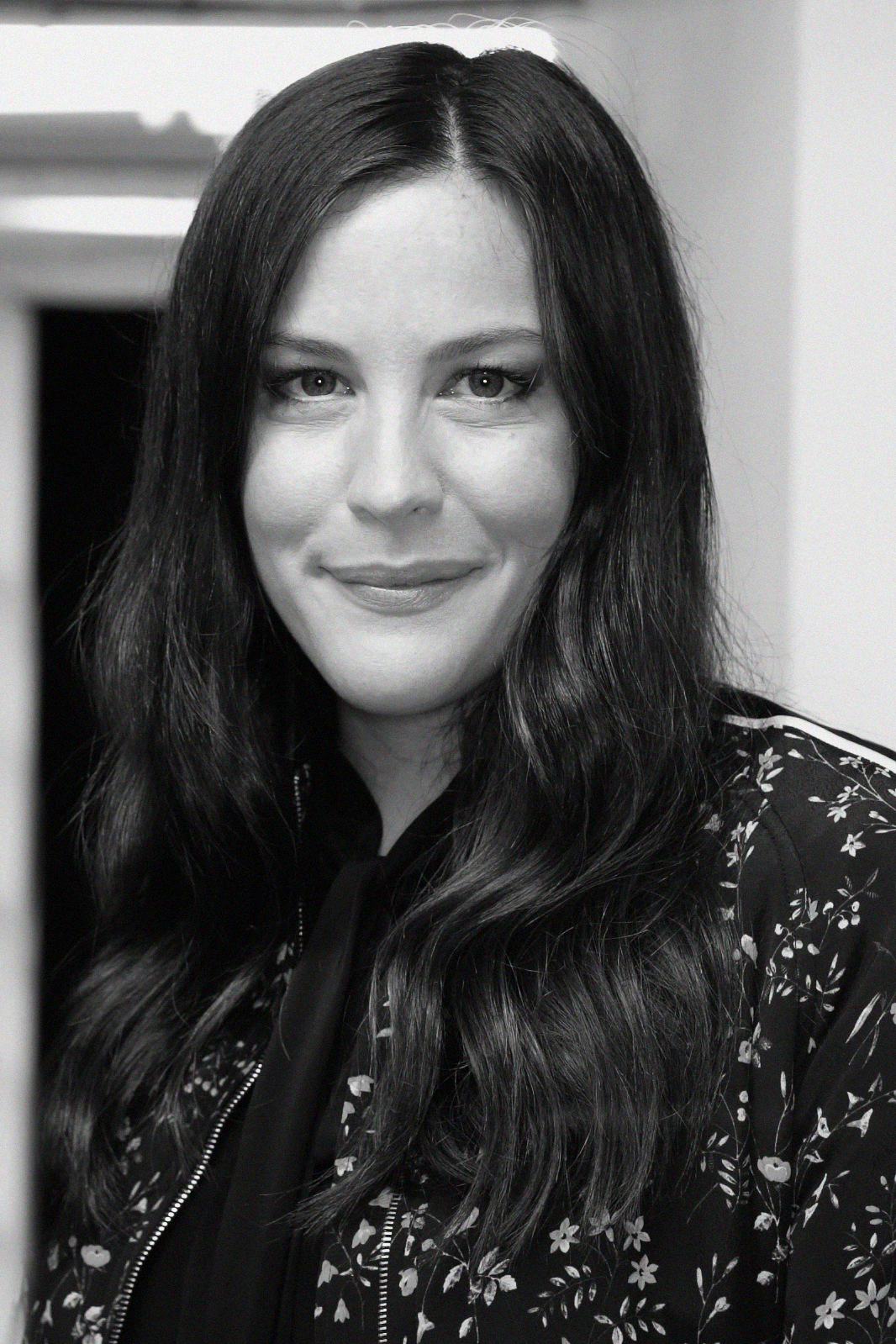
Liv Tyler ist erneut als Biologin Betty Ross und Tochter von Thaddeus zu sehen.

Am 10. September 2022 kündigte Produzent Kevin Feige auf der D23 Expo 2022 an, dass Carl Lumbly, Danny Ramirez und Tim Blake Nelson ihre MCU-Rollen als Isaiah Bradley, Joaquín Torres bzw. Samuel Sterns / Leader übernehmen werden. Er kündigte auch an, dass Shira Haas der Besetzung des Films beigetreten sei und dass sie Ruth Bat-Seraph / Sabra darstellen werde. Die Ankündigung der Adaption Sabras für den Film rief vermehrt Kritiker hervor, die darin eine Stereoptypisierung und negative Zeichnung von Palästinensern und Arabern fürchteten.
Marvel Studios ließ später verlauten, man würde einen neuen Ansatz für die Figur verfolgen, deren bürgerlicher Name Ruth Bat-Seraph weiterhin gebraucht wird; im Film nimmt sie die Rolle einer hochrangigen Beamtin der US-Regierung ein, die einst eine Black Widow war.
Ramirez bestätigte zudem, dass Joaquín Torres der neue Falcon im Film werden würde. Am 13. Oktober 2022 berichtete Slashfilm, dass Harrison Ford der Besetzung des Films beigetreten sei und dass er die Rolle des Thaddeus Ross des 2022 verstorbenen Hurt übernehmen werde. Vier Tage später bestätigte Deadline Fords Casting, dessen Figur im Film der gegenwärtige US-Präsident ist. Im Januar 2023 schloss sich Xosha Roquemore der Besetzung an. Ende März 2023 wurde zudem die Rückkehr von Liv Tyler bekannt, die erneut die Rolle der Betty Ross aus Der unglaubliche Hulk (2008) übernahm.
Am 31. Oktober 2022 sagte Nate Moore in einem Interview mit Collider, dass er den Film produzieren wird. Weitere Rollen wurden mit Seth Rollins, Takehiro Hira, Rosa Salazar und Giancarlo Esposito besetzt, wobei Salazar Diamondback verkörpert, letztlich aber aus dem Film geschnitten wurde. Esposito wurde infolge von Nachdrehs für den Film verpflichtet und verkörpert Seth Voelker / Sidewinder, den Anführer der Serpent Society, welcher nach dem Film ebenfalls in einer Serie auftreten soll. Bei der Entwicklung der Serpent Society als ernsten Gegenspieler für den Film wählte man einen ähnlichen Ansatz wie bei Georges Batroc (dargestellt von Georges St-Pierre), der in The Return of the First Avenger (2014) eingeführt wurde.
Rollins erklärte wiederum im Januar 2025, dass er durch die Änderungen am Drehbuch sowie die Nachdrehs kein Teil des Filmes mehr sei, was durch Regisseur Onah im Folgemonat bestätigt wurde. Zudem spielt Jóhannes Haukur Jóhannesson den Comicschurken Copperhead, während Sebastian Stan in einem Cameo-Auftritt erneut Bucky Barnes verkörpert.

### Dreharbeiten und Ausstattung
Die Dreharbeiten begannen Mitte März 2023 in Atlanta, Georgia unter dem Arbeitstitel Rochelle Rochelle. Die Kameraarbeit übernahm Kramer Morgenthau, der in dieser Funktion bereits bei Thor – The Dark Kingdom (2013) tätig war. Anfang Juni 2023 wurde bekanntgegeben, dass der Titel des Films in Captain America: Brave New World geändert wurde.
Im Juni 2023 dreht man für weitere Aufnahmen in Washington, DC, ehe die Dreharbeiten am 30. Juni abgeschlossen wurden.
Mitte 2024 fanden die Nachdrehs statt, die Esposito in den Film integrierten. Nelson und Ford unter anderem waren ebenfalls an den Nachdrehs beteiligt. Auch Esposito nahm an weiteren Nachdrehs im November 2024 teil. Mackie merkte jedoch an, dass die Nachdrehs keine größere Anpassung der Handlung wären, stattdessen seien sie ähnlich wie die Nachdrehs früherer Projekte gewesen.
Das Budget des Filmes lag bei 180 Millionen US-Dollar. Die visuellen Effekte steuerte derweil Wētā FX bei.
Für das Kostümdesign zeichnet Gersha Phillips verantwortlich, das Szenenbild schuf nach Guardians of the Galaxy Vol. 2 und Spider-Man: Homecoming (beide 2017) erneut Ramsey Avery. Für das mehr an den Comics orientierte Design des Leader bestand Darsteller Nelson auf praktische Effekte und Make-up. Der Red Hulk hingegen wurde via Motion-Capture-Verfahren dargestellt, ebenfalls durch Ford. Mackie wiederum forderte nach The Falcon and the Winter Soldier eine kleinere Abänderung seines Helms.

### Musik
Die Filmmusik komponierte Laura Karpman, welche in dieser Funktion bei What If…? (2021–2024), Ms. Marvel (2022) und The Marvels (2023) tätig war, gemeinsam mit Nora Kroll-Rosenbaum. Das aus 35 Musikstücken bestehende Soundtrack-Album wurde am 12. Februar 2025 veröffentlicht.
| Nr.          | Titel                                       | Länge |
| ------------ | ------------------------------------------- | ----- |
| 1.           | Captain America: Brave New World Main Title | 3:44  |
| 2.           | Brave New World                             | 2:50  |
| 3.           | President Ross                              | 1:46  |
| 4.           | Courtyard                                   | 0:43  |
| 5.           | Hostages Saved                              | 2:18  |
| 6.           | Aftermath                                   | 2:35  |
| 7.           | Discovery of the Millennium                 | 2:44  |
| 8.           | White House Confusion                       | 3:03  |
| 9.           | Mystery Unfolds                             | 1:39  |
| 10.          | Sidewinder                                  | 1:30  |
| 11.          | Junkyard                                    | 1:53  |
| 12.          | No Phones                                   | 2:06  |
| 13.          | Camp Echo One                               | 1:57  |
| 14.          | Samuel Sterns                               | 4:38  |
| 15.          | Camp Echo One Fight                         | 1:14  |
| 16.          | Corridor Fight                              | 1:57  |
| 17.          | Make the Call                               | 1:37  |
| 18.          | The Island                                  | 2:09  |
| 19.          | Heart Talk                                  | 3:27  |
| 20.          | Birds in the Air                            | 1:45  |
| 21.          | Fire                                        | 2:06  |
| 22.          | One Down                                    | 0:56  |
| 23.          | Still Chasing                               | 4:15  |
| 24.          | Fleet Saved                                 | 0:57  |
| 25.          | Aspire                                      | 2:22  |
| 26.          | All Is Not Well                             | 1:40  |
| 27.          | Betty and Ross                              | 1:42  |
| 28.          | Confrontation                               | 2:48  |
| 29.          | Transformation                              | 3:24  |
| 30.          | Lure                                        | 3:47  |
| 31.          | Prove It                                    | 2:49  |
| 32.          | That's Three                                | 1:24  |
| 33.          | Another Visitor                             | 2:46  |
| 34.          | Sam and Joaquin                             | 2:46  |
| 35.          | Conspiracy Theme                            | 2:53  |
| Gesamtlänge: | Gesamtlänge:                                | 72:02 |

### Marketing und Veröffentlichung
Erstes Material zum Film wurde auf der CinemaCon im April 2024 vorgestellt, im Juni 2024 folgte auf der CineEurope weiteres Material.
Mitte Juli 2024 wurde der erster Trailer vorgestellt, ehe weitere Promotion auf der San Diego Comic-Con International Ende des Monats sowie der D23 Expo erfolgte.
In einem im August 2024 veröffentlichten Video seitens Marvel zum 85-jährigen Bestehen wurde zum Schluss die Transformation des Red Hulk gezeigt.
Ein weiterer Trailer samt neuem Poster wurde am 9. November 2024 veröffentlicht. Im Januar veröffentlichte Marvel Studios weitere Werbespots zur Promotion des Films, unter anderem mit Gregg Turkington als Dale aus den Filmen Ant-Man (2015) und Ant-Man and the Wasp: Quantumania (2023), sowie einen Blick hinter die Kulissen. Ebenfalls wurden anlässlich der Veröffentlichung des Films von Ryan Meinerding entworfene Concept Arts von Sam Wilson und Red Hulk als Cover für die Comics Sam Wilson, Captain America #2 und Red Hulk #1 verwendet. Die Weltpremiere erfolgte am 11. Februar 2025 in Los Angeles.
Captain America: Brave New World startete am 14. Februar 2025 in den US-amerikanischen Kinos, nachdem der Start ursprünglich für den 3. Mai 2024 und später den 26. Juli 2024 geplant war. Der Film ist Teil der sogenannten Phase Fünf.
Die digitale Veröffentlichung erfolgte am 15. April 2025, ab dem 13. Mai 2025 wurde der Film zudem auf Blu-ray und DVD veröffentlicht. Am 28. Mai 2025 wurde Captain America: Brave New World zudem ins Programm von Disney+ aufgenommen.

## Synchronisation
Die deutschsprachige Synchronisation entstand bei Interopa Film in Berlin nach einem Dialogbuch von Katharina Trachte und unter der Dialogregie von Robin Kahnmeyer.
| Rolle                                               | Darsteller                  | Synchronsprecher      |
| --------------------------------------------------- | --------------------------- | --------------------- |
| Sam Wilson / Captain America                        | Anthony Mackie              | Stefan Günther        |
| US-Präsident Thaddeus „Thunderbolt“ Ross / Red Hulk | Harrison Ford               | Wolfgang Pampel       |
| Dr. Samuel Sterns / The Leader                      | Tim Blake Nelson            | Gerald Schaale        |
| Joaquín Torres / Falcon                             | Danny Ramirez               | Julian Tennstedt      |
| Isaiah Bradley                                      | Carl Lumbly                 | Uli Krohm             |
| Seth Voelker / Sidewinder                           | Giancarlo Esposito          | Frank Röth            |
| Ruth Bat-Seraph                                     | Shira Haas                  | Patricia Strasburger  |
| Agent Leila Taylor                                  | Xosha Roquemore             | Janina Isabell Batoly |
| Premierminister Ozaki                               | Takehiro Hira               | Yusuke Yamasaki       |
| Premierminister Kapur                               | Harsh Nayyar                | Stephan Baumecker     |
| Commander Dennis Dunphy                             | William Mark McCullough     | Simon Derksen         |
| Copperhead                                          | Jóhannes Haukur Jóhannesson | Johann Fohl           |
| James Buchanan „Bucky“ Barnes                       | Sebastian Stan              | Björn Schalla         |
| Betty Ross                                          | Liv Tyler                   | Nana Spier            |

## Rezeption

### Einspielergebnis
Erste Prognosen sahen das Einspielergebnis des Filmes am Startwochenende zwischen 86 Millionen und 95 Millionen US-Dollar, womit er ein ähnliches Ergebnis wie The Return of the First Avenger erzielen würde. Mitsamt Previews konnte der Film 40 Millionen US-Dollar am Starttag und 192 Millionen US-Dollar am Startwochenende verbuchen.
Die weltweiten Einnahmen aus Kinovorführungen belaufen sich auf 415,1 Millionen US-Dollar, wovon der Film 200 Millionen US-Dollar im nordamerikanischen Raum erwirtschaften konnte. In Deutschland verzeichnete Captain America: Brave New World 792.132 Besucher.

### Kritiken

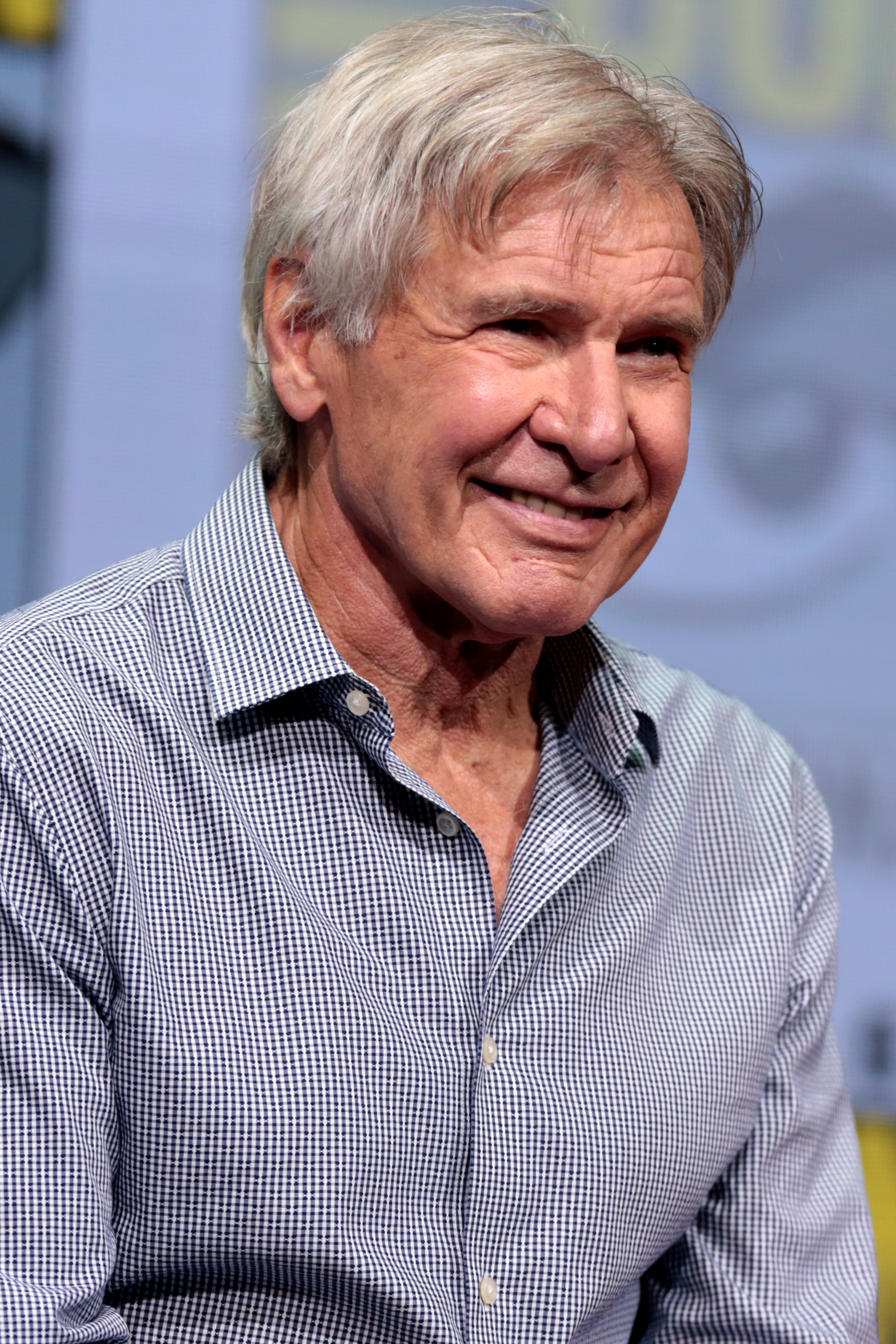
Harrison Ford wurde für seine Darstellung von US-Präsident Thaddeus Ross / Red Hulk vielfach gelobt.

Erste Reaktionen zum Film fielen gespalten aus, hervorgehoben wurden jedoch die Darbietungen von Anthony Mackie und Harrison Ford. Auf Rotten Tomatoes überzeugte der Film 48 % der 340 gelisteten Kritiken bei einer durchschnittlichen Bewertung von 5,4 von 10 möglichen Punkten. Auf Metacritic erreichte das Werk basierend auf 53 erfassten Kritiken einen Metascore von 42 von 100 möglichen Punkten. Mit der von Zuschauern ermittelten CinemaScore-Wertung B– schnitt der Film schlechter ab als vorherige schwächer geltende Filme wie Eternals (2021) sowie Ant-Man and the Wasp: Quantumania und The Marvels (beide 2023).
Kritisch beäugt wurden von verschiedenen Seiten zumeist der politische Aspekt, das Narrativ sowie die visuellen Effekte. So bezeichnete Frank Scheck von The Hollywood Reporter die Transformation von Thaddeus Ross in den Red Hulk sowie die anschließende Verwüstung als Fantasie des aktuellen US-Präsidenten Donald Trump. David Ehrlich von IndieWire attestierte eine Parallele zwischen der Figur Ross und Präsident Trump im Stil der MAGA-Phrase, indem beide durch das Vorgehen gegen eine andere angebliche Bedrohung das Land vereinen wollten. Dem entgegen hielt Adam White von The Independent, indem er festhielt, der neue Präsident könnte zwar als Pastiche des realen Gegenparts herhalten, jedoch beziehe der Film politisch keine Stellung und ließe entsprechende Subplots schnell fallen. Kommentatoren von Rolling Stone und Entertainment Weekly bemerkten scherzhaft, das der fiktive Präsident trotz seiner Red Hulk-Persona nur der zweit-destruktivste Amtsinhaber sei und der unglaubwürdigste Teil des Films ein Präsident wäre, der Empathie und Verantwortung für seine Handlungen zeige.
William Bibbiani von TheWrap.com stellte in seinem Fazit den Film als unoriginell heraus, der sich die besten Teile aus The Falcon and the Winter Soldier herausgenommen habe und keine emotionale Tiefe aufweisen könne.
Aidan Kelley von Collider.com übte Kritik an den Dialogen und Figuren wie Ruth Bat-Seraph und Sidewinder neben Protagonist Sam Wilson, lobte dabei aber die Menschlichkeit, die von Ford als Thaddeus Ross und Carl Lumbly als Isaiah Bradley ausginge. Auch Maureen Lee Lenker äußerte sich positiv über Ford und hob ihn als große Stärke des Films hervor.
Hinsichtlich der visuellen Effekte befand Johnny Oleksinski von der New York Post die Animationen im Schlusskampf beim Weißen Haus für derart billig, dass man diesen nicht ernst nehmen könne und bemängelte das Make-up des Leader. Ähnlich eingestellt zeigte sich Molly Freeman von Screenrant.com, welche die Umgebung des Schlusskampfes als „Green Screen Chaos“ betitelte, aber gleichzeitig das CGI des Red Hulk lobte. Auch Robert Daniels von RogerEbert.com lobte die Effekte des Red Hulk. Die Kommentatoren des Hollywood Reporter und Collider wiederum bezeichneten die Effekte als unfertig, zunehmend unglaubwürdig und schlechter als noch in Der unglaubliche Hulk (2008), oder erachteten sie als unterwältigend, zeigten sich aber amüsiert, Ford im Red Hulk zu erkennen.
In der Kino-Zeit zeigt Kritiker Christoph Dobbitsch enttäuscht von der Einfallslosigkeit des Filmes und urteilt: „Es fehlt an Mut, an Vision, an eigenen Ideen und relevanten Aussagen.“ Vieles erinnert an Versatzstücke aus früheren MCU-Filmen, ohne dass Brave New World etwas nennenswertes hinzuzufügen hätte. Weiterhin wird die fehlende Schärfe in den politischen Aussagen als irritierend empfunden, insbesondere, wenn man den Film mit seinen elf Jahre älteren Vorgänger Captain America: The Winter Soldier vergleicht. Der Blockbuster ist zwar nicht langweilig und bleibt vielen Marvel-Standards treu, aber bietet lediglich „schnörkelloses Entertainment, das die Weltpolitik völlig unkritisch auf die Größe eines Popcornbechers zusammenschrumpft.“

### Auszeichnungen
Nickelodeon Kids’ Choice Awards 2025
- Nominierung als Lieblings-Film
- Nominierung für den Lieblings-Schurken (Harrison Ford)
- Nominierung in der Kategorie Lieblings-Butt-Kicker (Anthony Mackie)

## Zukunft
Mackie erklärte im Januar 2025, er wolle Sam Wilson noch für zehn weitere Jahre verkörpern und äußerte seine Hoffnung auf einen weiteren Captain America-Film nach Avengers: Doomsday (2026) sowie Avengers: Secret Wars (2027).